# San Rafael, Cochoapa el Grande
San Rafael är en ort i Mexiko.   Den ligger i kommunen Cochoapa el Grande och delstaten Guerrero, i den sydöstra delen av landet, 260 km söder om huvudstaden Mexico City. San Rafael ligger 2 182 meter över havet och antalet invånare är 1 274.
Terrängen runt San Rafael är kuperad åt sydväst, men åt nordost är den bergig. Runt San Rafael är det ganska glesbefolkat, med 43 invånare per kvadratkilometer. Närmaste större samhälle är San Vicente Zoyatlán, 12,4 km nordost om San Rafael. I omgivningarna runt San Rafael växer huvudsakligen savannskog.